# Palais de la musique et des congrès
Pour les articles homonymes, voir PMC et Palais des congrès.
Le palais de la musique et des congrès (localement surnommé PMC) est un palais des congrès situé à Strasbourg, consistant en un complexe de 50 000 m2 dédié aux congrès, aux conférences et aux concerts de musique. Il accueille également des forums et des expositions temporaires. Le palais des congrès est situé dans le quartier du Wacken, à côté du parc des expositions et des institutions européennes.

## Présentation
Il comprend trois auditoriums (salle Érasme, 1 876 places ; salle Schweitzer, 1 182 places et salle Cassin, 515 places), dix salles plénières, quinze salles de commission, six espaces d'exposition (de 1 200 à 2 100 m2, pour un total de 8 000 m2) et six espaces de restauration.
Le Corbusier fut sollicité pour élaborer un projet pour le futur Palais des Congrès. Malheureusement il mourut en 1965 avant d'avoir pu achever l'élaboration du projet. 
En 1971, l'affaire fut confiée au service municipal d'architecture. Les travaux de construction de verre et de béton furent lancés en juillet 1973.
Le chantier a connu une péripétie notable lorsqu'il a fallu revoir les plans et opérer une démolition pour créer une fosse d'orchestre conditionnant l'attribution d'une subvention.
Inauguration par Pierre Pflimlin le 16 octobre 1975.
On peut lire dans les mémoires du maire Pierre Pflimlin les circonstances de la commande et son cheminement :
«En 1962, année où est intervenu l'accord avec André Malraux concernant la cathédrale, nous avons envisagé de construire un palais de la Musique et des Congrès. Pour l'élaboration de ce projet, je me suis adressé d'abord à Le Corbusier, qui avait ouvert à l'architecture des voies nouvelles. Je connaissais, pour les avoir visitées, plusieurs de ses réalisations, notamment le palais des Congrès de Berlin, œuvre originale que l'humour berlinois a baptisée «l'huître enceinte», et la «Cité radieuse» de Marseille, que les Marseillais appellent la «maison du fada». Par des publications, je connaissais la ville de Chandigarh, construite par Le Corbusier en Inde.
Je rendis visite à Le Corbusier avec quelques collègues, dont Germain Muller. Il nous reçut dans son atelier de la rue de Sèvres. Le Corbusier était bougon; pour parler franc c'était un ours. Il m'exposa longuement les déboires qu'il avait eus avec l'administration et conclut qu'en aucun cas il n'accepterait le moindre contact avec aucune administration, qu'elle fût municipale ou étatique. Il voulut bien ajouter qu'il consentirait à travailler en liaison, avec moi personnellement. Quelques jours plus tard, Le Corbusier vint à Strasbourg où il visita le terrain sur lequel nous envisagions de faire bâtir le futur Palais. C'était un terrain situé en bordure d'une grande place, la place de Bordeaux. La réaction de Le Corbusier fut immédiate. Il nous conduisit au milieu du terrain, à quelque distance de la place et des voies les plus proches. Ce terrain bordé par une rivière lui plut. Dans son carnet où il avait tracé une esquisse, il écrivit le mot «beau». Je revis Le Corbusier à plusieurs reprises. Il continuait de bougonner, mais je n'eus avec lui aucun conflit. Il élabora un avant-projet et fit confectionner une maquette. Malheureusement il mourut en 1965 avant d'avoir pu achever l'élaboration du projet». 
À la suite d'un concours réalisé en 2011, le Palais des Congrès a été agrandi et modernisé dans sa totalité par le groupement d'architecte Rey-Lucquet + associés/Dietrich-Untertrifaller.
Le chantier a démarré en août 2013 avec une livraison à l'été 2016.
Surfaces : réhabilitation 32 432 m2, extension 11 836 m2.
Coût des travaux : 52,68 M€ HT
Une nouvelle façade plissée, en aluminium, modernise les piliers extérieurs et l'impression d'ensemble du bâtiment.

## Accès
Le Palais des congrès de Strasbourg est accessible en tram via les lignes B et E du tramway de Strasbourg, à la station Wacken. Mais également grâce à la ligne H du BHNS à la station Palais de la Musique et des Congrès.